# Vladimir (voornaam)
Vladimir of Wladimir is een Slavische voornaam.

## Betekenis
Vladimir is een tweestammige Slavische naam. Het eerste deel is afgeleid van владь (wladi of vladi, "macht"). Het tweede deel komt van het woord *mēri ("groot", "beroemd") en is verwant aan het Gotische -mer, dat eveneens "beroemd" of "vermaard" betekent. In modern Russisch bestaat een gelijkenis met het woord "мир" (mir), dat "vrede" en "wereld" betekent. Volgens volksetymologie zou de naam staan voor "door heersen de vrede (bevestigend)" of "wereldbeheerser".
De Oudrussische vorm van Vladimir is Wolodimir (Володимѣръ). Een Russische vleivorm is Volodja. De naam verwijst ook naar het Oudnoordse “Waldemar”, wat "beroemd door macht" betekent. Het oud Russische geslacht van de Ruriken was als Roes en Varjagen van Zweedse afkomst. Ook de Oekraïense voornaam Volodymyr is hieraan verwant.
In de Russisch-orthodoxe Kerk is 15 juli een feestdag, ter ere van Vladimir de Heilige, die rond het einde van de tiende eeuw verantwoordelijk was voor de bekering tot het christendom van grote delen van Rusland.

## Naamdragers
Personen met de voornaam Vladimir zijn of waren onder andere:
- Vladimir Asjkenazi (1937), Russisch pianist en dirigent
- Vladimir Belov (1954), Russisch schaatser
- Vladimir Belov (1980), Russisch schaker
- Vladimir Horowitz (1903-1989), Russisch-Amerikaans pianist
- Vladimir Ivanov (1949), Russisch schaatser
- Vladimir Karpets (1980), Russisch wielrenner
- Vladimir Kramnik (1975), Russisch schaker
- Vladimir Kokol (1972), Sloveens voetballer
- Vladimir Komarov (1927-1967), Russische kosmonaut
- Vladimir Kosse (1967), Moldavisch voetballer
- Vladimir Miholjević (1975), Kroatisch wielrenner
- Vladimir Monomach (1053-1125), grootvorst van Kiev
- Vladimir Nabokov (1899-1977), Russisch-Amerikaans schrijver
- Vladimir Iljitsj Oeljanov (1870-1924), Russisch politicus, beter bekend als Lenin
- Vladimir Oravsky (1947), Zweeds auteur
- Vladimir Poelnikov (1965), Oekraïens wielrenner
- Vladimir Poetin (1952), Russisch politicus, president Rusland
- Vladimir Propp (1895-1970), Russisch taalkundige en folklorist
- Vladimir Salnikov (1960), Russisch zwemmer
- Vladimir Selkov (1971), Russisch zwemmer
- Vladimir Sjatalov (1927), Russisch kosmonaut
- Vladimir Simagin (1919-1968), Russisch schaker
- Vladimir Soria (1964), Boliviaans voetballer en voetbalcoach
- Vladimír Špidla (1951), Tsjechisch politicus
- Vladimir van Kiev (956-1015), (ook: Vladimir de Heilige), oorspronkelijk Waldemar, grootvorst van Kiev en heel Rusland
- Vladimir Vojnovitsj (1932), Russisch schrijver en dissident
- Vladimir Voronin (1890-1952), Russisch kapitein
- Vladimir Voronin (1941), president van Moldavië
- Vladimir Vysotski 1938-1980), Russisch zanger, acteur en dichter
- Volodymyr Ivasjoek (1949-1979), Oekraïens componist en dichter
- Volodymyr Klytsjko (1976), Oekraïens bokser
- Volodymyr Zelensky (1978), Oekraïens politicus, president Oekraïne